# Diocese de Nashik

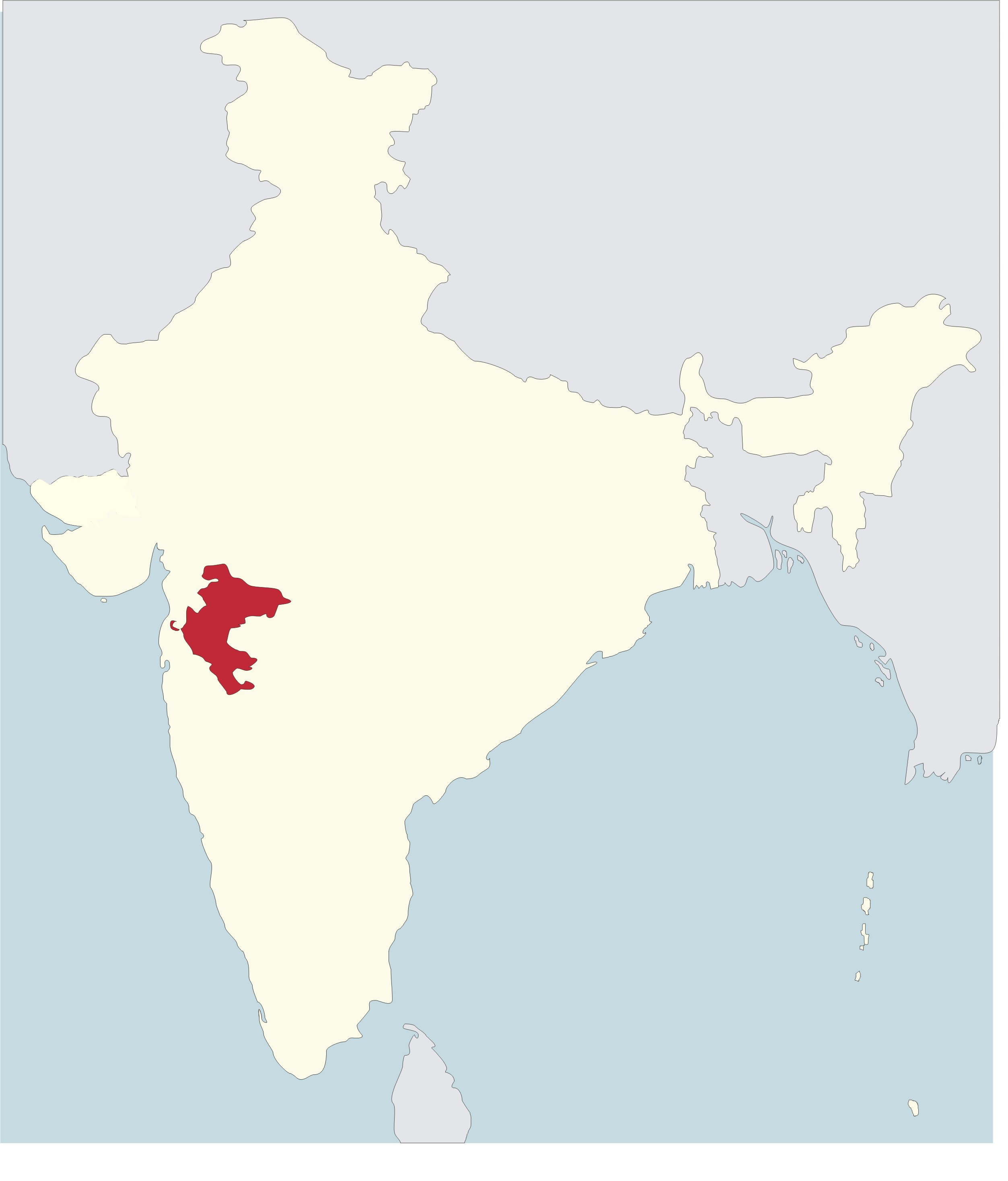
Localização da diocese no mapa

A Diocese de Nashik (Latim: Dioecesis Nashikensis) é uma diocese localizada no município de Nashik, no estado de Maarastra, pertencente a Arquidiocese de Bombaim na Índia. Foi fundada em 15 de março de 1987 pelo Papa João Paulo II. Com uma população católica de 89.700 habitantes, sendo 2,8% da população total, possui 34 paróquias com dados de 2018.

## História
Em 15 de março de 1987 o Papa João Paulo II cria a Diocese de Nashik através do território da Diocese de Poona.

## Lista de bispos
A seguir uma lista de bispos desde a criação da diocese em 1987.
|                                       | Nome                  | Período          | Notas                            |
| Bispos de Nashik                      | Bispos de Nashik      | Bispos de Nashik | Bispos de Nashik                 |
| ------------------------------------- | --------------------- | ---------------- | -------------------------------- |
| 4º                                    | Barthol Barretto      | 2023 -           | Atual                            |
| 3º                                    | Lourdes Daniel        | 2010 - 2023      |                                  |
| 2º                                    | Felix Anthony Machado | 2008 - 2009      | Nomeado arcebispo-bispo de Vasai |
| 1º                                    | Thomas Bhalerao, S.J. | 1987 - 2007      |                                  |
| Administradores apostólicos de Nashik |                       |                  |                                  |
| 2º                                    | Lourdes Daniel        | 2009 - 2010      | Nomeado bispo dessa diocese      |
| 1º                                    | Valerian D'Souza      | 2007 - 2008      |                                  |